# São Vicente Férrer
São Vicente Férrer là một đô thị thuộc bang Pernambuco, Brasil. Đô thị này có diện tích 110 km², dân số năm 2019 là 18.018 người, mật độ 154,04 người/km².